# Cristiano Brown
Cristiano Brown Sansevero (São Paulo, 1 de noviembre de 1981) es un político e ingeniero de Telecomunicaciones hispano-brasileño.
Fue elegido presidente y portavoz nacional de Unión Progreso y Democracia (UPyD) en el III Congreso Nacional de dicho partido, celebrado el 29 de enero de 2017, cargo que compaginó con una concejalía y la presidencia del grupo municipal de su partido político en el ayuntamiento de Las Rozas de Madrid, donde fue elegido en las comicios de 2011 y reelegido en los de 2015. Es, además, colaborador habitual y tertuliano en medios de comunicación como El HuffPost, esRadio, Onda Madrid o Intereconomía Televisión.
De cara a Elecciones al Parlamento Europeo de 2024 (España) apoya a la candidatura que integre al partido político La Tercera España.

## Biografía

### Orígenes familiares
Nacido en la ciudad brasileña de São Paulo, su familia se afincó en España, por motivos laborales, cuando tenía nueve años. Tras varios destinos y traslados por toda la geografía española, sus padres fijaron su residencia en Las Rozas (Madrid), donde aún reside, trabaja y desarrolla la mayor parte de su actividad política actualmente. Tiene la doble nacionalidad hispano-brasileña. Está soltero y no tiene hijos.

### Carrera universitaria y profesional
Estudió la Licenciatura de Ingeniería de Telecomunicaciones en la Universidad Alfonso X El Sabio y comenzó su carrera profesional en el ámbito de la I+D+I, en campos de investigación como los de las redes de sensores inalámbricos, la comunicación con múltiples antenas (base de la tecnología 4G) y estudios de coexistencia electromagnéticas entre diferentes tecnologías.
Actualmente es Jefe de Proyectos de Telecomunicaciones para una multinacional francesa, instalada en Madrid, donde coordina y es encargado del desarrollo de proyectos para otras importantes empresas de ámbito internacional, actividad que compagina con su labor política local y nacional.

## Política
Apasionado por la política desde muy joven, Cristiano Brown se incorporó a UPyD en 2008, como afiliado de base, para colaborar en las tareas de visibilización y expansión del partido promovido por Rosa Díez, exmilitante del PSOE; Mikel Buesa, catedrático y expresidente del Foro Ermua o el filósofo Fernando Savater, entre otros.
Años más tarde, en las Elecciones municipales de España de 2011 y cuando UPyD estaba en su momento más álgido, se presentó como candidato a la alcaldía de Las Rozas de Madrid y fue elegido concejal, junto a otros dos compañeros de lista, obteniendo su candidatura un total de 5383 votos (12'75% de los sufragios). Volvió a presentar su candidatura a la alcaldía del ayuntamiento donde reside, en las Elecciones municipales de España de 2015, revalidando su acta de concejal junto a Tomás Aparicio, miembro también del Consejo de Dirección Nacional del partido progresista.
En paralelo a su labor en la política local, desde 2015 ha asumido diferentes cargos orgánicos dentro del partido. Así, en el Congreso Extraordinario de UPyD celebrado el 11 de julio de 2015, fue designado Responsable Nacional de Acción Institucional del elegido Consejo de Dirección con Andrés Herzog a la cabeza. Posteriormente, en 2 de abril de 2016, y tras los malos resultados de su partido en las elecciones del 20D, se mantiene como Responsable de Acción Institucional con el electo Consejo de Dirección de Gorka Maneiro.
Después de la renuncia y salida del partido de personajes como Rosa Díez, Andrés Herzog, Carlos Martínez Gorriarán o Gorka Maneiro, en el III Congreso Nacional de UPYD, el 29 de enero de 2017, fue elegido Presidente de la formación magenta, junto a su candidatura Sumemos con el ajustado 48'48% de los votos. Bajo su presidencia, se han promovido diferentes acciones para relanzar, expandir y abrir a nuevas incorporaciones el proyecto del partido, sin perder su esencia. En ese sentido, el 1 de julio de 2017 encabezó un acto público de relanzamiento en Madrid y se han promovido otras acciones políticas, como la modificación de los estatutos para permitir a la formación política encontrar acuerdos de coalición, como el firmado con UCIN para los comicios de la comunidad autónoma de Castilla-La Mancha, el 2 de febrero de 2019 en Toledo, por su parte, como presidente de UPyD, la de Ángel Montealegre como presidente de UCIN, y los coordinadores de amabas formaciones en Castilla-La Mancha, Ricardo Cutanda y Ángel Plaza, celebró primarias en UPYD donde se aprobó ir a las elecciones del 10N con Ciudadanos.
Además de los cargos municipales y orgánicos, dentro del partido, Brown también es el representante de UPyD en las reuniones del Pacto antiyihadista y está presente, fundamentalmente junto a su compañera de partido y Eurodiputada Maite Pagazaurtundúa, en diversos foros, acuerdos y da respaldo a organizaciones como Jusapol o Sociedad Civil Catalana. También, como representante del partido, ha estado y participado en diversas concentraciones de apoyo al pueblo de Venezuela y a Juan Guaidó en su lucha por la recuperación de la democracia.
El 20 de marzo de 2019, diversos medios de comunicación avanzaron la posibilidad de que Cristiano Brown se incorporaría, sin dejar su militancia en UPyD, a la lista de Ciudadanos para las Elecciones al Parlamento Europeo de 2019, circunstancia que se vio corfirmada el día 4 de abril cuando se anunció que iría en el puesto número 11 de la candidatura encabezada por Luis Garicano.

### Elecciones al Parlamento Europeo de 2024
- No formó parte de ninguna candidatura. Tras el fracaso de Unión Progreso y Democracia y Ciudadanos (España) y na nula posibilidad de obtener representación decidió apoyar a la candidatura:
  - Cree en Europa (CREE EN EUROPA): coalición de Contigo Somos Democracia, Cree, Nexo, La Tercera España y exmiembros de Unión Progreso y Democracia y Ciudadanos (España). Candidato: César Vera Prieto[38]con el respaldo de Edmundo Bal y Francisco Igea.[39] Exmiembros de ¡Basta Ya!, Plataforma Pro, Foro de Ermua, Unión Progreso y Democracia, Ciutadans de Catalunya/Ciudadanos (España), Izquierda Española, Centro Democrático Liberal, Unión Centrista Liberal, Unión de Centro Liberal, Centro Democrático Español, Coalición de Centro Democrático, Alianza de Centro Democrático, Converxencia 21, etc. se fusionan en La Tercera España o Nexo, cuyos impulsores son Fernando Savater, Francisco Igea, Francisco Sosa Wagner, Andrés Trapiello, Elvira Marcos, Gabriela Bustelo, Iñaki Ezkerra, Carlos Morán Molla · (vs. Carlos Morán), Roberto Vázquez White, Ángela Vallvey, Miguel Ángel Ferrero o Cristiano Brown y otros cerca de 50 miembros en su manifiesto.[40] [41] Para constituir un “partido reformista y progresista” que no se adhiere “ni con la izquierda, ni con la derecha”.